# Menkia
Menkia is een geslacht van weekdieren uit de klasse van de Gastropoda (slakken).

## Soorten
- Menkia dewinteri E. Gittenberger, 1991
- Menkia horsti Boeters, E. Gittenberger & Subai, 1985
- Menkia rolani E. Gittenberger, 1991